# Muang Chanthabouli
Muang Chanthabouli är ett distrikt i Laos.   Det ligger i provinsen Vientiane, i den västra delen av landet, 5 km norr om huvudstaden Vientiane.